# Bordj Badji Mokhtar
Pour les articles homonymes, voir BBM.
Bordj Badji Mokhtar (en arabe : برج باجى مختار), (également simplifié en Bordj-Mokhtar ou BBM, anciennement Bordj Le Prieur pendant la colonisation française), est une commune de la wilaya de Bordj Badji Mokhtar, à l'extrême sud de l'Algérie, à l'est du désert du Tanezrouft, près de la frontière malienne.

## Géographie

### Situation
Le territoire de la commune se situe au sud de la wilaya d'Adrar. La ville de Bordj Badji Mokhtar est située :
- à 500 km, à vol d'oiseau, au sud-ouest de Tamanrasset ;
- à 777 km au sud-est d'Adrar, par la route, et à 740 km à vol d'oiseau ;
- à 2 203 km au sud d'Alger, par la route, et à 1 730 km à vol d'oiseau.

| Reggane                     | Reggane             | In Amguel (wilaya de Tamanrasset) |
| Cercle de Tombouctou (Mali) | Bordj Badji Mokhtar | Abalessa (wilaya de Tamanrasset)  |
| Cercle de Tombouctou (Mali) | Tessalit (Mali)     | Timiaouine                        |

### Lieux-dits, quartiers et hameaux
En 1984, la commune de Bordj Badji Mokhtar est constituée à partir d'une seule localité: Bordj Badji Mokhtar.

## Histoire

### Époque coloniale française
Pendant la colonisation française de l'Algérie, en 1940, le lieutenant méhariste français Louis Le Prieur trouve de l'eau dans des oglats (puits) anciens et fait construire un petit bâtiment militaire à proximité, un bordj. Ce bâtiment sera rapidement nommé Bordj Le Prieur, nom que prend le village qui se développe ensuite autour. Le village fait partie des Territoires du Sud puis à partir de 1957 du département de la Saoura. Après l'indépendance de l'Algérie, il est renommé en hommage à Badji Mokhtar, l'un des premiers chefs indépendantistes  algériens, mort au combat en 1954. 
De violents affrontements entre les communautés arabe et touareg font de nombreux dégâts matériels et une dizaine de morts dans la ville, les 14 et 15 août 2013, avant de s'étendre dans la localité malienne voisine d'Infara (commune d'In Khalil) où six personnes sont également tuées. Ils prennent leur source dans l'opposition entre le Mouvement national pour la libération de l'Azawad (MNLA) et le Mouvement arabe de l'Azawad (MAA) et s'inscrivent en partie dans le contexte de la Guerre du Mali,.

## Démographie
| 1987  | 1998  | 2008   |
| ----- | ----- | ------ |
| 3 297 | 9 323 | 16 437 |

## Transports
Bordj Badji Mokhtar est desservi par un aéroport situé à 4 km au nord de la ville.

## Santé et éducation
L'hôpital de Bordj Badji Mokhtar est une structure sanitaire de la commune. Il dépend du centre hospitalier universitaire d'Oran et relève de la Direction de la santé et de la population (DSP) de la wilaya d'Adrar.
Les consultations spécialisées ainsi que les hospitalisations des habitants de cette commune se font dans l'un des hôpitaux de la wilaya d'Adrar  ou de la wilaya de Bordj Badji Mokhtar:
- Hôpital Ibn Sina d'Adrar[7]
- Hôpital Mohamed Hachemi de Timimoun[8]
- Hôpital de Reggane
- Hôpital Noureddine Sahraoui d'Aoulef[9]
- Hôpital de Bordj Badji Mokhtar[10]
- Hôpital de Zaouiet Kounta[11]
- Pôle hospitalier de Tililane[12]
  - Hôpital général de 240 lits[13]
  - Hôpital gériatrique de 120 lits
  - Hôpital psychiatrique de 120 lits
  - Centre anti-cancer de 120 lits